# Штробиндерс, Роланд
Роланд Штробиндерс (латыш. Rolands Štrobinders; род. 14 апреля 1992, Талсинский край) — латвийский легкоатлет, специалист по метанию копья. Выступает за сборную Латвии по лёгкой атлетике с 2011 года, многократный победитель и призёр первенств республиканского значения, участник летних Олимпийских игр в Рио-де-Жанейро.

## Биография
Роланд Штробиндерс родился 14 апреля 1992 года в городе Талси, Латвия. Сын известного копьеметателя Марциса Штробиндерса, участника Олимпийских игр в Барселоне.
Впервые заявил о себе на международном уровне в сезоне 2011 года, когда вошёл в состав латвийской сборной и выступил на юниорском европейском первенстве в Таллине, где в зачёте метания копья занял итоговое четвёртое место.
В 2013 году впервые стал чемпионом Латвии в метании копья, показал четвёртый результат на молодёжном европейском первенстве в Тампере.
В 2014 году метал копьё на чемпионате Европы в Цюрихе, с результатом 76,16 в финал не вышел.
В 2015 году среди прочего выступил на чемпионате мира в Пекине.
В 2016 году на чемпионате Европы в Амстердаме провалил все три свои попытки, не показав никакого результата. Выполнив олимпийский квалификационный норматив (83,00), удостоился права защищать честь страны на летних Олимпийских играх в Рио-де-Жанейро — на предварительном квалификационном этапе метнул копьё на 77,73 метра, чего оказалось недостаточно для выхода в финал.
В 2017 году вновь выиграл чемпионат Латвии в метании копья, отметился выступлением на чемпионате мира в Лондоне.
В 2018 году занял 11-е место на чемпионате Европы в Берлине.
В 2019 году выступил на чемпионате мира в Дохе.
В 2022 году в третий раз стал чемпионом Латвии в метании копья, выступил на чемпионате мира в Орегоне, занял восьмое место на чемпионате Европы в Мюнхене.